# Junas
Junas – miejscowość i gmina we Francji, w regionie Oksytania, w departamencie Gard.
Według danych na rok 1990 gminę zamieszkiwało 648 osób, a gęstość zaludnienia wynosiła 84 osoby/km² (wśród 1545 gmin Langwedocji-Roussillon Junas plasuje się na 448. miejscu pod względem liczby ludności, natomiast pod względem powierzchni na miejscu 872.).